# Ophiogomphus obscurus
Ophiogomphus obscurus is een libellensoort uit de familie van de rombouten (Gomphidae), onderorde echte libellen (Anisoptera).
De wetenschappelijke naam van de soort werd voor het eerst geldig gepubliceerd in 1909 door Bartenev.